# Osikovský potok
Osikovský potok je potok v Čergově a Ondavské vrchovině v Nízkých Beskydech na Slovensku. Teče regionem Šariš v Prešovském kraji, v okrese Bardejov a je pravostranným přítokem vodního toku Fričkovský potok. Má délku 6,5 km.

## Průběh toku
Pramení v 798 m n. m. v západním okraji území obce Osikov, v lesním extravilánu v severním okraji terénního hřbetu Krivá cesta v okrese Bardejov v Prešovském kraji.
Od pramene teče jihovýchodním směrem lesním extravilánem obce Osikov, pravým břehem omývá les Žiarová a mění směr na severovýchodovýchod. V 539 m n. m. přitéká na obecní hranici mezi Osikovem a obcí Fričkovce, přibírá levostranný bezejmenný přítok, který je v suchém období bez vody, a omývá levým břehem les Prívesné. Teče po obecní hranici až po 433 m n. m., kde vtéká opět na území obce Osikov, levým břehem omývá pole Suchý potok a vtéká do zemědělského extravilánu. Levým břehem omývá pole Popričná a pravým břehem pole Záhumnie, v 384 m n. m. přitéká na horní konec intravilánu obce Osikov a mění směr na jihovýchod. Protéká intravilánem východním směrem až po jeho dolní konec v 358 m n. m., kde u sportovního stadionu vtéká do zemědělského extravilánu. V 330 m n. m. ústí do Fričkovského potoka jako jeho pravostranný přítok. Fričkovský potok dále ústí do Sekčova. Pramení, protéká a ústí na území obce Osikov, přičemž část toku tvoří hranici mezi Osikovem a obcí Fričkovce. Nemá důležitější přítok.

## Původ názvu
Potok je pojmenován podle obce Osikov, na jejímž území pramení, protéká i ústí. Název obce Osikov má původ v charakteristickém výskytu dřeviny osika (topol osikový), botanicky Populus tremula. Vývoj názvu obce podle dochovaných středověkých listin: 1296 Osiko, 1372 Osikov, 1808 Osiková, 1920 Ošikov, 1927 Osikov.
Osikovský potok je jako dvoučlenné hydronymum atributivního typu složené z přídavného jména a z podstatného jména součástí velmi početné skupiny takových názvů ve slovenské toponymii, zejména hydronymii. Hydronymum Osikovský potok bylo standardizováno v roce 1975. V současné slovenské standardizované hydronymii je jedinečným názvem (únor 2024).